# Jean Bertaina
Jean Bertaina, né le 9 avril 1928 à Cannes La Bocca et décédé au Cannet le 2 novembre 2018,, est un coureur cycliste français. Il fut professionnel en 1951 et 1952 au sein de l'équipe France-Sport-Dunlop.
Son frère Dominique et son beau-frère Jean-Marie Czaplicki ont également été coureurs cyclistes.

## Biographie
Né italien, il est naturalisé français en 1932.

## Palmarès
- 1949
  - Nice-Tende
- 1951
  - Nice-Puget-Théniers-Nice
- 1952
  - 2e du Circuit des six provinces

## Résultats sur les grands tours

### Tour de France
1 participation
- 1952 : 68e